# Rhamphidium novoguineensis
Rhamphidium novoguineensis là một loài rêu trong họ Ditrichaceae. Loài này được D.H. Norris & T.J. Kop. mô tả khoa học đầu tiên năm 1989.